# Gerhard Lehnert
Gerhard Lehnert (* 3. April 1930 in Breslau; † 16. Juli 2010 in Marloffstein-Rathsberg) war ein deutscher Mediziner.

## Werdegang
Lehnert promovierte 1955 an der Medizinischen Fakultät an der Universität Köln. 1968 folgte die Habilitation am Erlanger Institut für Arbeits- und Sozialmedizin. Seine Habilitationsschrift „Blutbleispiegel und seine Bedeutung für die Pathogenese und Prävention der beruflich bedingten Bleivergiftung“ begründete das heute in der Arbeits- und Umweltmedizin unverzichtbare Biomonitoring.
1971 folgte Lehnert einem Ruf auf den Lehrstuhl für Arbeitsmedizin an der Universität Hamburg. Von 1989 bis zu seiner Emeritierung im Oktober 1998 war er Professor für Arbeits- und Sozialmedizin an der Universität Erlangen-Nürnberg. In dieser Zeit war er von 1991 bis 1997 Dekan der Medizinischen Fakultät der Universität.
Zwischen 1997 und 2000 war Lehnert Präsident des Deutschen Medizinischen Fakultätentages. Zwischen 1990 und 2000 amtierte er als Präsident der Bayerischen Akademie für Arbeits-, Sozial- und Umweltmedizin. Er war ehrenamtlich in der Kommission Reinhaltung der Luft tätig.

## Ehrungen
- 2004: Verdienstkreuz 1. Klasse der Bundesrepublik Deutschland
- Bayerischer Verdienstorden
- Ehrendoktor der Universität Breslau

## Veröffentlichungen
- Risikoabschätzung beim Umgang mit gesundheitsschädigenden Arbeitsstoffen : Konzepte, Defizite, Lösungsansätze, Erlangen : Palm und Enke 1993, ISBN 978-3-7896-0412-6 (Reihe Physikalisch-Medizinische Sozietät zu Erlangen: Sitzungsberichte der Physikalisch-Medizinischen Sozietät zu Erlangen ; N.F., Bd. 3, H. 4)
- G. Lehnert, D. Szadkowski: Die Bleibelastung des Menschen, Weinheim ; Deerfield Beach, Florida ; Basel : Verlag Chemie 1983, ISBN 978-3-527-26096-6.
- Gerhard Lehnert (Hrsg.): Biologisches Monitoring in der Arbeitsmedizin : Kompendium von Beiträgen der Mitglieder der Arbeitsgruppe Aufstellung von Grenzwerten in Biologischem Material der Senatskommission zur Prüfung Gesundheitsschädlicher Arbeitsstoffe der Deutschen Forschungsgemeinschaft / Leiter: G. Lehnert, Stuttgart : Gentner 2000, ISBN 978-3-87247-561-9.